# Margrit Weimeister
Margrit Weimeister (* 5. Februar 1933 in Zerbst) ist eine deutsche Politikerin (CDU). Sie war von 1990 bis 1994 Abgeordnete im Landtag von Sachsen-Anhalt.

## Ausbildung und Leben
Margrit Weimeister besuchte 1939 bis 1947 die Mädchen-Mittelschule in Zerbst. 1947 bis 1950 war sie Lehrling in der elterlichen  Landwirtschaft und legte den Berufsfachabschluss ab. 1963 bildete sie sich über Erwachsenenbildung weiter und legte den Abschluss Landwirtschaftskaufmann ab und wurde 1971 Agraringenieur in Wernigerode. 1973 erwarb sie den Grad eines Fachingenieurs Betriebswirtschaft. 1953 bis 1960 arbeitete sie als Bäuerin im Familienbetrieb. 1960 musste sie im Zuge der Kollektivierung in die LPG eintreten und stand 1967 bis 1990 im Arbeitsverhältnis im VEB Tierzucht. Dort war sie 1967 bis 1977 Leistungsprüfer in Magdeburg, ab 1977 Tierzuchtinstrukteur, Rinderzüchterin und ab 1985 Außenstellenleiterin AS Zerbst.
Margrit Weimeister, die evangelischer Konfession ist, ist verheiratet und hat drei Kinder.

## Politik
Margrit Weimeister war bis 1990 parteilos. Nach der Wende wurde sie 1990 März 1990 Mitglied der CDU. Bei der ersten freien Kommunalwahl Mai 1990 erlangte sie ein Mandat im Kreistag und wurde Fraktionsvorsitzende der CDU. Sie wurde bei der ersten Landtagswahl in Sachsen-Anhalt 1990 im Landtagswahlkreis Zerbst – Köthen II (WK 23) direkt in den Landtag gewählt.